# مبدأ ماخ

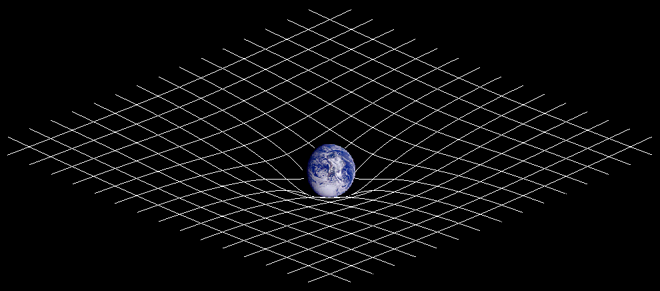

مبدأ ماخ أو حدسية ماخ، في الفيزياء النظرية ونظريات الجاذبية، هو الاسم الذي أطلقه آينشتاين على فرضية غير دقيقة تنسب عادة إلى الفيزيائي والفيلسوف إرنست ماخ. وفكرة المبدأ تتعلق بأن وجود الدوران المطلق (الفرق بين الإطار المرجعي القصوري والإطار المرجعي الدوراني) يتحدد وفقا للتوزّع الكلي للمادة، وذلك كما يتضح من القصة التالية:
يقول مبدأ ماخ بأن هذا ليس مصادفة، وأن هناك قانون فيزيائي يربط حركة النجوم البعيدة بالإطار المرجعي القصوري. إذا كنت ترى كل النجوم تلتف حولك، فإن ماخ يقترح بأن قانونا فيزيائيا ما يجعلك تشعر بقوة طاردة مركزية. هناك العديد من الصيغ لهذا المبدأ. وعادة ما يذكر بشكل غامض، كمثل أن يقال «الكتلة هناك تؤثر على القصور الذاتي هنا». كما أن هناك عبارة مشهورة لمبدأ ماخ تقول «إن البنية الكلية للكون تتحكم في القوانين الفيزيائية المحلية».
كان هذا المفهوم إرشاديا لتطوير آينشتاين لنظرية النسبية العامة. أدرك آينشتاين أن التوزع الكلي للمادة قد يحدد الموتر المتري، الذي يخبرك أي إطار يدور بثبات. تثبت صحة هذا الكلام في النظرية العامة في بعض الحلول بواسطة التباطؤ الإطاري المرجعي ومبدأ حفظ الزخم الزاوي الجذبوي. لكن لأن هذا المبدأ مبهم للغاية، فإن الكثير من الجمل يمكن أن توظَّف بشكل يجعلها تمثل مبدأ ماخ، وبعضها يكون خاطئا. يعتبر مقياس غودل حلا لمعادلات المجال التي صُممت لتعارض مبدأ ماخ بأسوأ شكل ممكن. ففي هذا المثال، تبدو النجوم البعيدة وكأنها تدور أسرع فأسرع كلما يتحرك المرء بعيدا. وهذا المثال لا يحل السؤال بأكمله، إذ أنه يملك منحنيات زمانية مغلقة.

## خلفية تاريخية

### استخدام آينشتاين لمبدأ ماخ
هناك قضية أساسية في نظرية النسبية. إذا كانت كل الحركة نسبية، فكيف يمكننا حساب القصور الذاتي لجسم ما؟ علينا أن نحسب القصور الذاتي بالنسبة إلى شيء آخر. لكن ماذا لو تخيلنا جسيما وحيدا تماما بمفرده في الكون؟ علينا إذا أن نأمل في أن تظل لدينا فكرة عن حالة حركته. يُفسَّر مبدأ ماخ أحيانا كإفادة بأن حالة حركة مثل هذا الجسيم في تلك الحالة لا معنى لها إطلاقا.
تعتبر مبادئ ماخ بمعنى من معانيها مرتبطة بالكُلَّانية. كما يمكن اعتبار اقتراح ماخ إيعازا بأن نظريات الجاذبية يجب أن تكون نظريات علائقية. وقد أدخل آينشتاين هذا المبدأ إلى تيار الفيزياء عندما كان يعمل على صياغة النسبية العامة. وفي الحقيقة أن آينشتاين كان أول من يصيغ جملة «مبدأ ماخ». وهناك جدال كثير حول ما إذا كان ماخ ينوي تقديم قانون فيزيائي جديد، إذ أنه لم يقل هذا صراحة.
وجد آينشتاين إلهاما في كتاب ماخ «علم الميكانيكا» الذي انتقد فيه فكرة الزمان والمكان المطلق لنيوتن، وبالأخص الحجة التي قدمها نيوتن ليدعم تواجد نظام مرجعي متميز، أو ما يعرف عموما بحجة دلو نيوتن.
شرح نيوتن في كتابه «الأصول الرياضية للفلسفة الطبيعية» قائلا:
يقول ماخ في كتابه:
عبّر الفيلسوف جورج بيركلي عن نفس الفكرة في مقاله «عن الحركة». لا يتضح من هذه الفقرات التي ذكرها ماخ ما إذا كان يقصد صياغة قانون فيزيائي جديد عن الأجسام الثقيلة. فهذه الآلية الفيزيائية يجب أن تتحكم في قصور الأجسام الذاتي، بطريقة تجعل الأجسام البعيدة في كوننا مسؤولة عن معظم قوى القصور الذاتي. لذا فمن المحتمل أكثر أن ماخ اقترح «إعادة توصيف للحركة في المكان كتجارب لا تستدعي ذكر مصطلح المكان». من المؤكد إذا أن آينشتاين فسر عبارة ماخ بالطريقة الأولى، الأمر الذي أثار جدلا طويل المدى.